# Kypello Ellados 2022-2023
La Coppa di Grecia 2022-2023 è stata la 81ª edizione del torneo, iniziata il 31 agosto 2022 e terminata il 24 maggio 2023. L'AEK Atene ha vinto l'edizione battendo il PAOK Salonicco in finale.

## Formula
Alla coppa partecipano in totale 82 club, 14 dalla Super League, 22 dalla Souper Ligka 2, 16 dalla Gamma Ethniki e 30 dai campionati regionali. Doveva partecipare anche l'Ergotelis (Super League 2) e Nea Artaki (Gamma Ethniki) ma si sono ritirati dai campionati con la conseguente sconfitta a tavolino. Invece l'Asteras Tripotamos (Gamma Ethniki) giocò il primo turno e vinse dopodiché si ritirò.
Gli incontri si disputano, dal primo al quinto turno, in gara unica; dagli ottavi alle semifinali invece andata e ritorno per arrivare alla finale in gara unica.

## Partite

### Primo turno
Le gare sono state giocate il 31 agosto, il 1° e il 14 settembre 2022.
| Squadra 1                  | Risultato       | Squadra 2              |
| -------------------------- | --------------- | ---------------------- |
| 31 agosto 2022             |                 |                        |
| Katastari                  | 0 – 4           | Nafpaktiakos Asteras   |
| Panelefsiniakos            | 1 – 0           | Apollon Agios Ioannis  |
| Vataniakos                 | 0 – 0 (4-2 dtr) | Ypatos                 |
| Asteras Tripotamos         | 4 – 1           | Aris Petinos           |
| Tīlykratīs                 | 3 – 0           | OFM Molaïkos           |
| Poseidon Kardamyla         | 0 – 7           | Rodion Afantos         |
| Panthrakikos               | 1 – 0           | Alexandroupoli         |
| Panthouriakos              | 0 – 1           | Diagoras Vrachnikon    |
| Panargiakos Argos Orestiko | 0 – 4           | Apollon Paralimnios    |
| Nea Selefkia               | 0 – 2 (dts)     | Asteras Stavros        |
| AEP Kozanī                 | 6 – 1           | Anagennisi Arta        |
| Koutselios                 | 1 – 2 (dts)     | Asteras Petriti        |
| Kalampaki                  | 0 – 4           | Ionikos Ionias         |
| Fikis                      | 3 – 0           | Pyrasos Neos Anchialos |
| Ermis Meligous             | 5 – 0           | Pankamariakos          |
| Elassona                   | 3 – 1           | Atromitos Palama       |
| Vyron Kavala               | 2 – 0           | Anagennīsī Giannitsa   |
| Apollon Efpalios           | 1 – 0           | Finikas Neas Epidavros |
| Aetos Varvara              | 3 – 3 (4-5 dtr) | PAOK Kristonis         |
| Aris Voulas                | 3 – 0           | Nea Artaki             |
| 1º settembre 2022          |                 |                        |
| Pallixouriakos             | 1 – 5           | Panvouprasiakos Vardas |
| 14 settembre 2022          |                 |                        |
| Aetos Loutron              | 2 – 5 (dts)     | Almyros Gazios         |
| Ermis Zoniana              | 1 – 3           | Īlioupolī              |

Passa automaticamente il turno:
| Squadra        |
| -------------- |
| Agios Nikolaos |

### Secondo turno
Le gare sono state giocate il 21 e il 25 settembre 2022.
| Squadra 1              | Risultato       | Squadra 2            |
| ---------------------- | --------------- | -------------------- |
| 21 settembre 2022      |                 |                      |
| AEP Kozanī             | 1 – 2           | Elassona             |
| Asteras Tripotamos     | 0 – 3           | Ionikos Ionias       |
| Vyron Kavala           | 1 – 0           | Fikis                |
| Asteras Stavros        | 3 – 2 (dts)     | Vataniakos           |
| Asteras Petriti        | 0 – 0 (2-4 dtr) | Apollon Paralimnios  |
| Rodion Afantos         | 0 – 1           | Diagoras Vrachnikon  |
| Īlioupolī              | 7 – 0           | Ermis Meligous       |
| Panvouprasiakos Vardas | 0 – 2           | Panelefsiniakos      |
| 25 settembre 2022      |                 |                      |
| Almyros Gazios         | 1 – 0           | Apollon Efpalios     |
| Aris Voulas            | 0 – 1           | Nafpaktiakos Asteras |

Passano automaticamente il turno:
| Squadra        |
| -------------- |
| Agios Nikolaos |
| Panthrakikos   |
| PAOK Kristonis |
| Tīlykratīs     |

### Terzo turno
Le gare sono state giocate il 28 settembre, il 2 e il 5 ottobre 2022.
| Squadra 1            | Risultato       | Squadra 2           |
| -------------------- | --------------- | ------------------- |
| 28 settembre 2022    |                 |                     |
| Īlioupolī            | 1 – 2           | Kallithea           |
| Tīlykratīs           | 1 – 1 (4-5 dtr) | OF Ierapetra        |
| Īraklīs              | 0 – 0 (4-5 dtr) | Nikī Volo           |
| Kalamata             | 1 – 0           | Proodeftikī         |
| NPS Veria            | 2 – 1 (dts)     | PAE Chania          |
| Agios Nikolaos       | 0 – 0 (4-3 dtr) | Episkopī            |
| Apollōn Larissa      | 3 - 0           | Ergotelīs           |
| 2 ottobre 2022       |                 |                     |
| Nafpaktiakos Asteras | 1 – 2           | Larissa             |
| Almyros Gazios       | 3 – 1           | Elassona            |
| PAOK Kristonis       | 2 – 3           | Panthrakikos        |
| Diagoras             | 0 – 0 (2-4 dtr) | Apollōn Pontou      |
| Vyron Kavala         | 0 – 5           | Panachaïkī          |
| Apollōn Smyrnīs      | 0 – 2           | Kīfisias            |
| Ionikos Ionias       | 1 – 0           | Diagoras Vrachnikon |
| 5 ottobre 2022       |                 |                     |
| Asteras Stavros      | 0 – 3           | Almopos Aridea      |
| Makedonikos          | 0 – 1 (dts)     | Anagennīsī Karditsa |
| Egaleo               | 1 – 2 (dts)     | Panserraïkos        |

Passano automaticamente il turno:
| Squadra             |
| ------------------- |
| Apollon Paralimnios |
| Panelefsiniakos     |
| Thesprotos          |

### Quarto turno
Le gare sono state giocate l'8, il 9 e il 12 ottobre 2022.
| Squadra 1           | Risultato       | Squadra 2      |
| ------------------- | --------------- | -------------- |
| 8 ottobre 2022      |                 |                |
| Thesprotos          | 1 – 2           | NPS Veria      |
| 9 ottobre 2022      |                 |                |
| OF Ierapetra        | 0 – 0 (2-4 dtr) | Kīfisias       |
| Anagennīsī Karditsa | 0 – 0 (4-5 dtr) | Apollōn Pontou |
| Apollōn Larissa     | 2 – 2 (5-6 dtr) | Kallithea      |
| Agios Nikolaos      | 2 – 0           | Nikī Volo      |
| 12 ottobre 2022     |                 |                |
| Almyros Gazios      | 3 – 1           | Panthrakikos   |

Passano automaticamente il turno:
| Squadra             |
| ------------------- |
| Panachaïkī          |
| Larissa             |
| Panserraïkos        |
| Ionikos Ionias      |
| Panelefsiniakos     |
| Kalamata            |
| Apollon Paralimnios |
| Almopos Aridea      |

### Quinto turno
Le gare sono state giocate il 18, il 19 e il 20 ottobre 2022.
| Squadra 1        | Risultato       | Squadra 2           |
| ---------------- | --------------- | ------------------- |
| 18 ottobre 2022  |                 |                     |
| Volo             | 4 – 0           | Ionikos             |
| 19 ottobre 2022  |                 |                     |
| Kalamata         | 2 – 2 (4-3 dtr) | Panaitōlikos        |
| Kallithea        | 1 – 0           | NPS Veria           |
| Almopos Aridea   | 0 – 2           | Lamia               |
| Larissa          | 1 – 2           | Levadeiakos         |
| Panserraïkos     | 5 – 2 (dts)     | Panachaïkī          |
| Asteras Tripolīs | 1 – 3 (dts)     | Atromītos           |
| 20 ottobre 2022  |                 |                     |
| Ionikos Ionias   | 0 – 4           | Apollon Paralimnios |
| Panelefsiniakos  | 1 – 3           | Apollōn Pontou      |
| Kīfisias         | 1 – 0           | OFI Creta           |
| Agios Nikolaos   | 2 – 0           | Almyros Gazios      |
| AEK Atene        | 2 – 0           | PAS Giannina        |

### Ottavi di finale
| 14 dicembre 2022 / 10 gennaio 2023 |       |                |       |             |
| Kalamata                           | 0 – 4 | PAOK           | 0 – 2 | 0 – 2       |
| Lamia                              | 3 – 2 | Kallithea      | 1 – 1 | 2 – 1       |
| 14 dicembre 2022 / 11 gennaio 2023 |       |                |       |             |
| Apollon Paralimnios                | 4 – 3 | Agios Nikolaos | 2 – 2 | 2 – 1 (dts) |
| 15 dicembre 2022 / 11 gennaio 2023 |       |                |       |             |
| Olympiacos                         | 6 – 3 | Atromītos      | 4 – 1 | 2 – 2       |
| Panathīnaïkos                      | 5 – 0 | Volo           | 3 – 0 | 2 – 0       |
| Kīfisias                           | 0 – 5 | AEK Atene      | 0 – 2 | 0 – 3       |
| 16 dicembre 2022 / 11 gennaio 2023 |       |                |       |             |
| Levadeiakos                        | 1 – 3 | Arīs Salonicco | 1 – 2 | 0 – 1       |
| 16 dicembre 2022 / 12 gennaio 2023 |       |                |       |             |
| Panserraïkos                       | 4 – 0 | Apollōn Pontou | 3 – 0 | 1 – 0       |

### Quarti di finale
| 18 gennaio 2023 / 25 gennaio 2023 |       |                |       |       |
| AEK Atene                         | 6 – 1 | Panserraïkos   | 3 – 0 | 3 – 1 |
| Olympiacos                        | 2 – 0 | Arīs Salonicco | 1 – 0 | 1 – 0 |
| 18 gennaio 2023 / 26 gennaio 2023 |       |                |       |       |
| Apollon Paralimnios               | 3 – 6 | Lamia          | 1 – 2 | 2 – 4 |
| PAOK                              | 3 – 1 | Panathīnaïkos  | 2 – 0 | 1 – 1 |

### Semifinali
| 9 febbraio 2023 / 12 aprile 2023 |       |            |       |       |
| AEK Atene                        | 4 – 2 | Olympiacos | 3 – 0 | 1 – 2 |
| 8 marzo 2023 / 13 aprile 2023    |       |            |       |       |
| Lamia                            | 2 – 6 | PAOK       | 1 – 5 | 1 – 1 |

### Finale
| Arbitro: | Felix Brych |

|                              |           |  |
| Moukoudi 26’ Fernandes 90+2’ | Marcatori |  |